# Roc Saxum
Il Roc Saxum è una struttura geologica della superficie di 101955 Bennu.